# Kimberley Locke
Kimberley Dawn Locke (Hartsville, 3 gennaio 1978) è una cantautrice statunitense.

## Biografia
Kimberley Locke è nata in Tennessee; tra le sue influenze musicali vi sono Whitney Houston, Patti LaBelle, Janet Jackson e Diana Ross.
Nel 2002 partecipa alla seconda stagione del programma musicale televisivo American Idol, dove si classifica terza alle spalle di Ruben Studdard e Clay Aiken. 
Nel settembre 2003 firma un contratto con la Curb Records e quindi pubblica, nel maggio 2004, il suo album d'esordio One Love, contenente i singoli 8th World Wonder, Wrong e I Could.
Dopo il singolo Change (gennaio 2007), nel maggio 2007 ha pubblicato il suo secondo album.
Pubblica un album natalizio digitale nello stesso anno 2007.
Sempre nel 2007 ha partecipato al reality show Celebrity Fit Club.
Scinde il contratto con la Curb nel 2009 e si "accasa" alla Dream Merchant 21, etichetta facente riferimento a Randy Jackson. Pubblica quindi il singolo Strobelight nell'aprile 2010.

## Discografia
Album
- 2004 - One Love
- 2007 - Based on a True Story
- 2007 - Christmas

EP
- 2011 - Four for the Floor